# Омуже
Омуже (фр. Hautmougey) насеље је и општина у североисточној Француској у региону Лорена, у департману Вогези која припада префектури Епинал.
По подацима из 2011. године у општини је живело 157 становника, а густина насељености је износила 19,95 становника/km². Општина се простире на површини од 7,87 km². Налази се на средњој надморској висини од 332 метара (максималној 405 m, а минималној 272 m).

## Демографија
| 1962. | 1968. | 1975. | 1982. | 1990. | 1999. | 2011. |
| ----- | ----- | ----- | ----- | ----- | ----- | ----- |
| 147   | 188   | 149   | 142   | 133   | 134   | 157   |

График промене броја становника у току последњих година